# ティア・ハーイチャウ
ティア海珠（ティア・ハーイチャウ、國語字：TIA）、本名陳海珠（チャン・ハーイチャウ、1992年8月26日 - ）は、ベトナムの音楽家、2013年5月にロックバンドハーックサン（Hạc San）のメンバーとして歌手としてデビューしました。デビュー1ヶ月後、テレビ音楽コンクール『私が勝者です』（勝者は...／The Winner Is）に参加し、優勝。

## ディスコグラフィ

### シングル
- Out of Control[1]（2014年）